# Port lotniczy Londyn-Southend
Port lotniczy Londyn-Southend (ang.: London Southend Airport, kod IATA: SEN, kod ICAO: EGMC) – międzynarodowe lotnisko położone w Rochford w Wielkiej Brytanii.
Lotnisko obsługuje samoloty do wielkości Boeinga 757, włączając Airbus A320 i B737 oraz samoloty typu Aerospace RJ-100 i Embraer 195.
Lotnisko zostało założone przez Royal Flying Corps podczas I wojny światowej. W latach 60. było trzecim najbardziej ruchliwym portem lotniczym w Wielkiej Brytanii. Pozostało tak do 1970 roku, kiedy inicjatywę przejął Port lotniczy Londyn-Stansted. Od 2009 roku lotnisko należy do jego obecnego zarządcy – spółki Stobart Group. W kwietniu 2012 roku easyJet otworzył tutaj swoją bazę i uruchomił kilkanaście kierunków międzynarodowych. Lotnisko obsługuje również regionalne irlandzkie linie lotnicze Aer Lingus, kilka sezonowych połączeń w okresie wakacyjnym, a także prywatne samoloty i helikoptery oraz cargo. Organizowane są tutaj szkolenia pilotów i pokazy lotnicze.
W kwietniu 2019 roku planowane jest otwarcie tutaj bazy dla linii Ryanair, tym samym przewoźnik uruchomi nowe 13 połączeń, m.in. do Bilbao, Brestu, Kluż-Napoka, Koszyc oraz na Korfu.

## Kierunki lotów i linie lotnicze
| Linia Lotnicza | Kierunek |
| -------------- | --- |
| BH Air         | Sezonowo: 1. Burgas (od 17 czerwca 2024)                                                                                   |
| easyJet        | 1. Alicante 2. Amsterdam 3. Paryż-Charles de Gaulle Sezonowo: 1. Faro 2. Genewa 3. Grenoble 4. Malaga 5. Palma de Mallorca |